# Aksel Knudsen Gyldenstierne
Aksel Knudsen Gyldenstierne (født omkring 1542, død 13. juli 1603), dansk rigsråd og statholder i Norge.
Han var en yngre søn af rigsråd Knud Pedersen Gyldenstierne til Tim (død 1552) og Sidsel Ulfstand.
Man kender ikke til hans barndom og første ungdom. I årene 1562-63 var han i Tyskland og Frankrig; også senere nævnes han jævnligt som værende i Tyskland, sædvanlig vistnok i kongens ærinde. Han forekommer under den senere del af Den Nordiske Syvårskrig (1563-70) dels som hofsinde omkring kong Frederik 2.., dels som deltager i militære operationer.
I begyndelsen af 1568 var han med ind i Sverige på et tog, som blev anført af Jørgen Marsvin og Mikkel Pedersen Gønge, og som havde til formål undsætte Daniel Rantzau, men ikke opnåede sit mål. Derefter lå han til landeværn ved grænsen. I oktober samme år var han i kongens følge tilstede ved fredsmødet i Roskilde. I 1570 var han gentagne gange regeringens sendebud til fredsmæglerne i Stettin (se Freden i Stettin). En del optegnelser, han efter andres og egne iagttagelser samlede om krigens gang, bearbejdedes siden af mester Jon Tursen, kannik i Lund, og er en god kilde til perioden.
Efter freden tog han afsked fra hoftjenesten og forlenedes 1571 med Ø Kloster på Øland i Limfjorden, hvorpå han 5. august samme år giftede sig med Karine Gyldenstierne (datter af Knud Henriksen Gyldenstierne og Jytte Podebusk), der tidligere havde været forlovet med hans afdøde bror Hildebrand Knudsen Gyldenstierne.
I 1573 ombyttede han forleningen Ø Kloster med Vorgård i Vendsyssel, og da hans svigermor døde samme år, arvede han en del af hendes gods, navnlig hovedgården Irup i Thy. Ved sin egen mors død 1575 fik han Lyngbygård i Skåne, som han siden skrev sig til, mens han tidligere havde skrevet sig dels til Hedegård i Salling, dels til Tim.
Da han nu havde fået sin hovedbesiddelse i Skåne, var det vigtigt for ham at få sin forlening samme sted. Dette opnåede han da også ikke længe efter, idet han forlenedes med Landskrone Slot. I 1579 blev han også landsdommer i Skåne og fik som løn sin forlening kvit og frit. Muligvis har han samme år deltaget i Jacob Ulfeldts ambassade til Rusland. I 1580 var han med at mægle mellem Tycho Brahe og bønderne på Hven, hvilket gav anledning til, at Hven kom under Skånes Landsting og på grund deraf senere måtte følge Skåne ved afståelsen til Sverige. I 1581 fik han Villand Herred, i hvilket hans hovedgård lå, lagt til sit len.
Den 8. november 1581 år blev han optaget i rigsrådet. Mange offentlige hverv blev siden betroet ham; navnlig kaldte kongen ham 1. marts 1585 til København, for at han i forening med Christoffer Valkendorf skulle styre rigets sager i kongens fravær. Hans svoger Corfits Viffert, lensmand på Malmøhus, blev da landsdommer i Skåne; men han beholdt selv, så længe Frederik 2. levede, Landskrone Slot som afgiftsfri forlening.
Få dage efter, at han 28. juni 1588 havde deltaget i kong Frederiks begravelse i Roskilde, beskikkedes han af regeringsrådet til statholder i Norge og lensmand på Akershus. Som statholder var det hans opgave at føre tilsyn med embedsmændene, at være rettens øverste håndhæver og at våge over landets Forsvar. Dette hverv gav ham nok at gøre. Desuden måtte han næsten hvert år rejse til København for at konferere med regeringsrådet eller deltage i herredagene. På disse rejser aflagde han ofte besøg på Uranienborg hos Tycho Brahe, der havde vist ham den vennetjeneste at overlade ham sin erfarne medarbejder Peder Jacobsen Flemløse, for at Gyldenstierne kunne have en læge hos sig på Akershus. Sikkert har det været med god vilje, at Gyldenstierne deltog i udstedelsen af det brev, hvor rigsrådet 1589 tog Tyge Brahe og hans værk på Hven under sin beskyttelse.
Den skotske kong Jacobs ankomst til Norge og bryllup i Oslo i slutningen af 1589 har vistnok, ligesom Christian 4.'s hyldning samme sted i juni 1591, givet Gyldenstierne meget at bestille. Der er tegn på, at han har omfattet Norges anliggender med interesse og med flid taget sig af dem. Han synes således først at have givet stødet til den revision af Norges love, der senere (1604) førte til udstedelse af Christian 4.'s norske lovbog; og ved sin opmuntring fik han Peder Clausen til at oversætte Snorres Norges Historie til dansk. Da hans bror rigsmarsk Peder Axelsen Gyldenstierne døde ugift 1594, arvede han fædrenegården Tim og fik også brorens forlening Hind og Ulfborg Herreder med købstæderne Ringkøbing og Holstebro samt den gejstlige jurisdiktion i de nævnte herreder. Det er ikke let at forstå, hvorledes en mand samtidig kunne være godsejer og lensmand i Skåne (Villand Herred havde Gyldenstierne nemlig endnu), godsejer og lensmand i Jylland samt statholder i Norge og lensmand i det vidt udstrakte Akershus Len.
I februar 1596 kom Gyldenstierne med sin hustru tilbage til Akershus fra et besøg i Danmark. Den lange slædetur fra Helsingborg til Oslo synes at have oversteget fruens kræfter; for kort efter blev hun syg og døde (8. marts). Ikke så snart var begravelsen til ende, før der igen kom bud til Gyldenstierne om at komme til København. Han ville nødig; men undskyldninger gjaldt ikke, da vigtige regeringssager krævede hans nærvær. Christian 4.'s selvstændige overtagelse af regeringen forestod. Håndfæstningen skulle forud drøftes af rigsrådet og meget andet ordnes. Sommeren og efteråret 1596 tilbragte Gyldenstierne derfor i Danmark. Skiftet i rigsstyrelsen var ikke gunstigt for ham. Ganske vist fik han 1597 nyt lensbrev på Akershus; men sine andre len måtte han afstå, og, hvad det værste var, gamle regnskabssager vedrørende lenene (også hvad der stod til rest i hans brors regnskaber) og andre gældsposter kom op og blev meget ubehagelige for ham. Her viste sig formentlig følgerne af, at han havde haft mere at gabe over, end han kunne overkomme. Dertil kom, at statholderposten i Norge næsten havde tabt sin betydning, efter at Christian 4. selv havde overtaget regeringen. Det var derfor efter eget ønske, at Gyldenstierne i 1601 fratrådte denne post, samtidig med at han ombyttede Akershus med Christianopel og Sølvitsborg Len i nærheden af hans hovedgård Lyngbygård.
I april 1602 var Gyldenstierne en af den danske konges befuldmægtigede på et grænsemøde i anledning af verserende stridigheder med Sverige. Ikke længe efter blev det overdraget ham at lede det tog, der forestod til Rusland, hvor Christian 4.'s yngste bror, prins Hans, skulle giftes med zar Boris Godunovs datter og have store besiddelser i medgift, mens der også skulle føres diplomatiske forhandlinger angående grænsestridighederne mellem Norge og Rusland. Det må betragtes som en stor opofrelse, at Gyldenstierne, som allerede var til års og noget svagelig, overtog dette vanskelige hverv; thi rejser til det mere end halvt barbariske land var den gang forbundet med store farer og besværligheder. Når Gyldenstierne føjede sig efter kongens ønske, selvom han var bekendt med vanskelighederne, så var det måske ikke mindst, fordi der i hans personlige forhold ikke var meget, der holdt ham tilbage. Hans hustru og næsten alle hans søskende var døde, og hans eneste søn, Knud Axelsen Gyldenstierne, forlod samtidig hjemmet for som ung ægtemand at tage bolig på den gamle fædrenegård Tim. Måske også de pekuniære vanskeligheder, som Gyldenstierne i de sidste år havde haft at kæmpe med, har bidraget til, at han med mindre opofrelse forlod fædrelandet. I alle fald gik han 2. august 1602 om bord på en eskadre, der skulle føre Hertug Hans med hans talrige følge til Rusland. Gyldenstierne har beskrevet rejsen i en dagbog, der giver bemærkelsesværdige oplysninger om Zarrigets daværende tilstand og om de store besværligheder, det danske selskab havde at overvinde. Da prinsen døde ikke længe efter ankomsten til Moskva, blev der intet af ægteskabet; og de diplomatiske forhandlinger, som var tilbage, frembød så store vanskeligheder, at toget først i juni 1603 kunne begive sig hjem.
Gyldenstiernes helbred havde lidt meget under opholdet i Rusland, og på hjemvejen blev han så syg, at man måtte bære ham i land i Sandviken på Gotland, hvor han døde dagen efter, 13. juli samme år. Hans lig førtes siden til Visby for at blive begravet.

## Links
- Dansk biografisk leksikon